# Вуйцик, Эльжбета
Эльжбета Вуйцик (род. 14 января 1996, Карлино, Западно-Поморское воеводство) — польская спортсменка, член сборной Польши по боксу. Бронзовый призёр Европейских игр 2019 года. Призёр чемпионата Европы 2019 года.

## Карьера
На Европейских играх в Минске, сумела добраться до полуфинала, там уступила и завоевала бронзовую медаль в категории до 75 кг.
В 2019 году Эльжбета приняла участие в чемпионате Европы по боксу, который состоялся в Испании. Она добралась до финала, в котором уступила спортсменке из Ирландии Иве О’Рурк и завоевала серебряную медаль турнира.
На чемпионате мира по боксу 2019 года в Улан-Удэ, она приняла участие в соревнованиях в весовой категории до 75 кг. Уступила во втором раунде литовской спортсменке Ивете Лешинскайте.